# Tangun
Tangun – legendarny założyciel Chosŏn (Kraj Porannej Ciszy;
kor. 조선, chiń. 朝鮮) w 2333 roku p.n.e. W koreańskiej kulturze uznawany za praprzodka Koreańczyków.
Mit o Tangunie, zapisany w Samguk Yusa, podaje, że Tangun (opisywany też jako Tangun-Wanggŏm) w czasach, gdy w Chinach panował legendarny cesarz Yao, założył państwo Chosŏn (朝鮮), a na siedzibę swą obrał Asadal. Miało się to stać w 2333 roku p.n.e.

## Mit o Tangunie
Władca niebios Hwanin miał syna o imieniu Hwanung, który pragnął zakosztować życia wśród ludzi. Spośród trzech wielkich pasm górskich Hwanin wybrał góry Taebaek jako najodpowiedniejsze miejsce dla swego syna. Zezwolił mu się tam osiedlić, zaopatrzywszy go wprzódy w trzy niebiańskie pieczęcie.
Hwanung zstąpił na ziemię, na szczyt Taebaek, gdzie rosła czarna brzoza, a przywiódł ze sobą trzy tysiące podwładnych, mistrza wiatrów, mistrza deszczu i mistrza obłoków. Przybrał miano niebiańskiego króla, a swą siedzibę nazwał boskim miastem. Nauczył ludzi uprawy roli, leczenia chorób... w sumie ponad trzystu sześćdziesięciu umiejętności. Sprawił, że poznali, co to prawo i przyjęli głoszone przez niego zasady moralne.
Żyjące na tych terenach tygrysica i niedźwiedzica ubłagały Hwanunga, by pomógł im przybrać ludzką postać. Niebiański król dał każdej wiązkę piołunu i dwadzieścia ząbków czosnku zalecając, by żywiły się tym i przez sto dni nie wychodziły na światło słoneczne. Tygrysica nie wytrzymała zbyt długiego pobytu w ciemnej pieczarze, wyskoczyła na zewnątrz i pozostała nadal zwierzęciem. Cierpliwa niedźwiedzica, wykonując ściśle królewskie zalecenia, po dwudziestu jeden dniach przemieniła się w kobietę. Pozostała jednak samotna, a tak pragnęła mieć dziecko! Modliła się o nie pod świętym drzewem. I znów Hwanung ulitował się nad nią. Przybrał ludzką postać i spłodził z nią syna. Nadano mu imię Tangun Wanggeom. Założył on państwo, a za swą siedzibę obrał Pjongjang. Przeniósł potem swą stolicę do Asadal w górach Taebaek. Panował przez tysiąc pięćset lat, a gdy miał tysiąc dziewięćset osiem lat, został bóstwem gór.

## Postać Tanguna w kulturze koreańskiej
Tangun uważany jest za praprzodka Koreańczyków, a może nawet za praprzodka całej ludzkości. Do lat 60. XX wieku w Korei Południowej liczono lata od momentu założenia państwa Kojosŏn przez Tanguna, a więc od 2333 p.n.e. Obok daty według kalendarza zachodniego podawano rok ery Tanguna. I tak na przykład rok 1988 był 4327. rokiem ery Tanguna, a jednym ze świąt państwowych w Republice Korei jest 3 października, „dzień, w którym otwarły się niebiosa". Istnieje obszerna literatura dotycząca interpretacji różnych aspektów tego mitu, a także samego imienia jego bohatera.
Nie można zapominać, że w etnogenezie narodu koreańskiego znaczącą rolę odegrali przybysze z północy — z terenów Syberii i Mandżurii. Mit o Tangunie, zrodzonym ze związku syna władcy Niebios, Hwanunga, z Ungnyŏ, niedźwiedzicą przemienioną w kobietę, świadczyć może o istnieniu wśród Protokoreańczyków kultu niedźwiedzia. Może to też być świadectwem zwycięstwa klanu, którego totemem był niedźwiedź, nad klanem, którego totemem był tygrys.
Z analizy innych mitów koreańskich wynika, że obok niedźwiedzia i tygrysa oddawano w Korei cześć również innym istotom żywym. Można tu wymienić węża, smoka, dżdżownicę, konia i koguta. Żadne jednak nie ma tak bogatej ikonografii ani nie występuje w tak wielu legendach jak tygrys. Uważano, że wcielić się w niego może bóstwo gór, nazywano go też „księciem gór", a zwykle przedstawiany był jako wysłannik groźnego i wszechmocnego Sansina. Przez wiele wieków realnie zagrażał życiu mieszkańców Półwyspu, był dla nich symbolem odwagi, siły, ale i chytrości. Jego wizerunki umieszczano na amuletach mających odganiać złe moce.